# 小行星6008
小行星6008（英語：6008）是一颗围绕太阳公转的小行星。1990年1月30日，上田清二、金田宏在钏路市发现了此天体。
这颗小行星的绝对星等为40.75685556197627等。